# Aeropuerto Internacional de San Luis Potosí
El Aeropuerto Internacional Ponciano Arriaga o Aeropuerto Internacional de San Luis Potosí (Código IATA: SLP - Código OACI: MMSP - Código DGAC: SLP), es una terminal aérea localizada en el municipio de San Luis Potosí, en el límite con el municipio de Soledad de Graciano Sánchez, en San Luis Potosí, México; maneja el tráfico aéreo nacional e internacional de San Luis Potosí.
En este aeropuerto la empresa mexicana de paquetería Estafeta ha establecido su base para las operaciones en el centro del país.

## Información

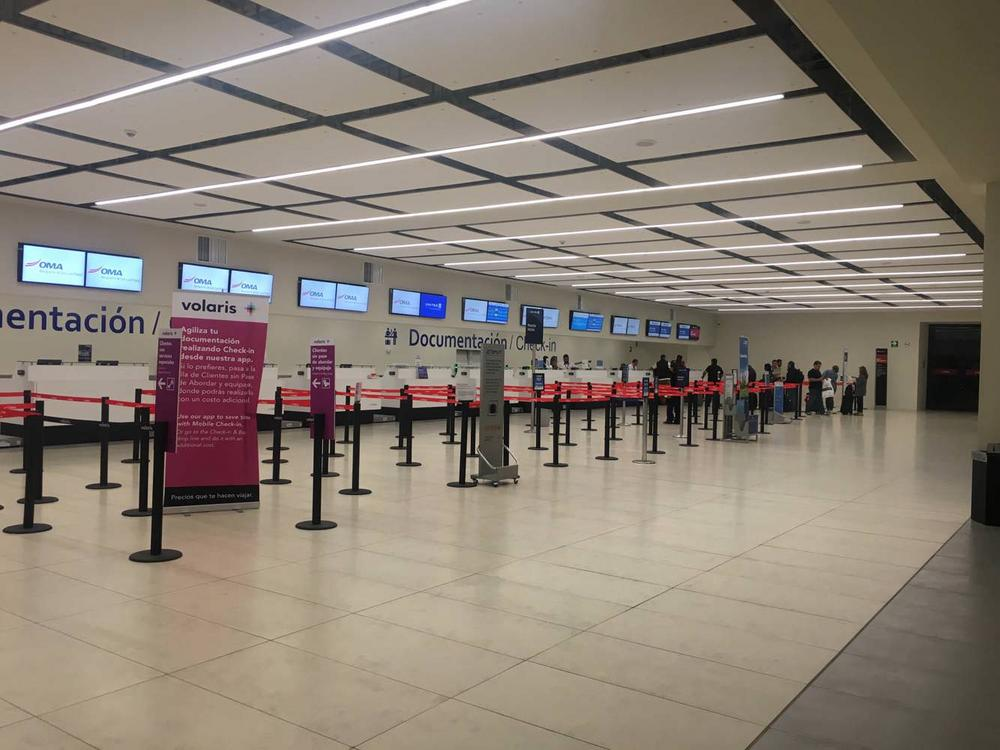
Mostradores de documentación en el aeropuerto.

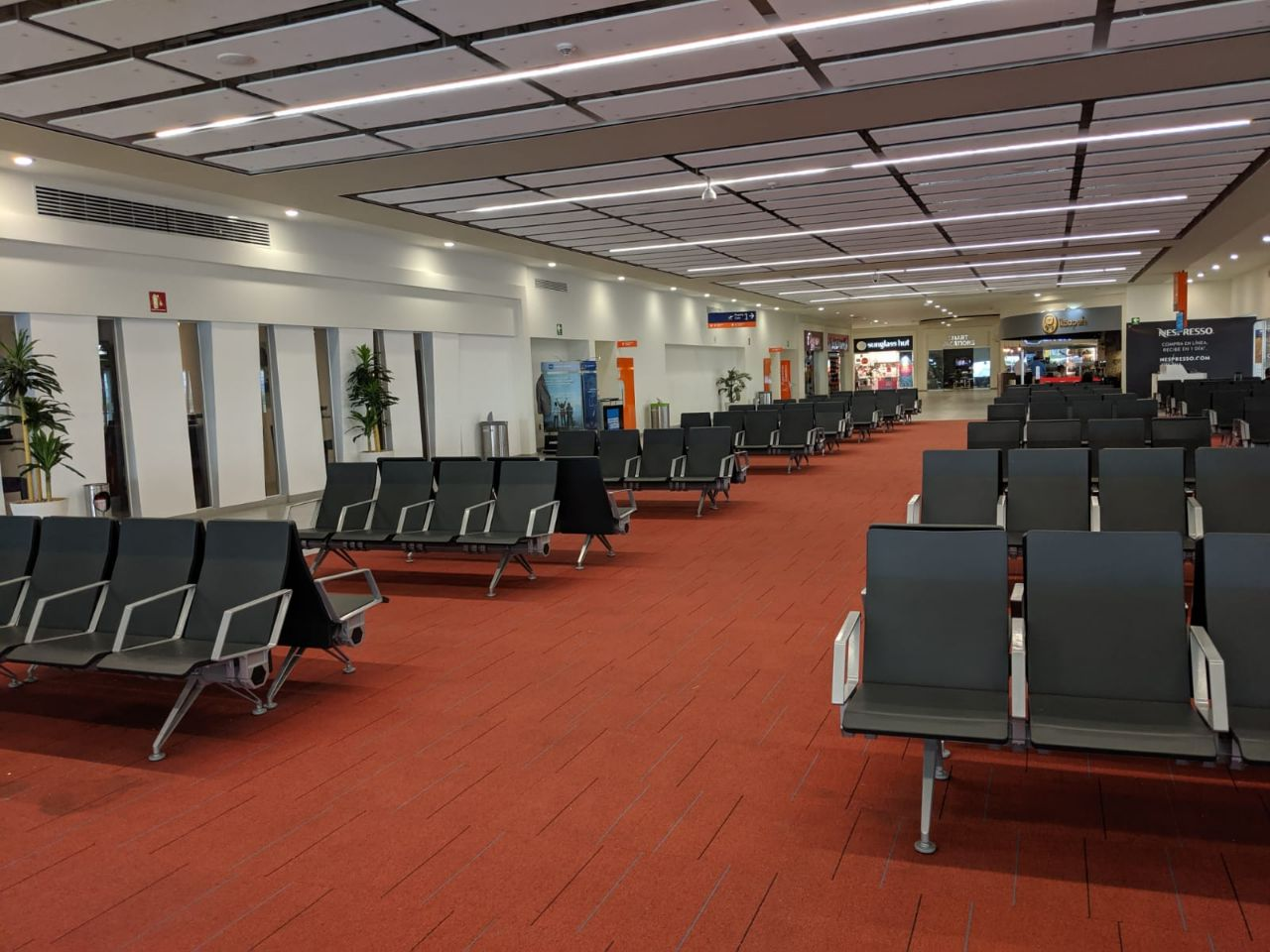
Sala de última espera.

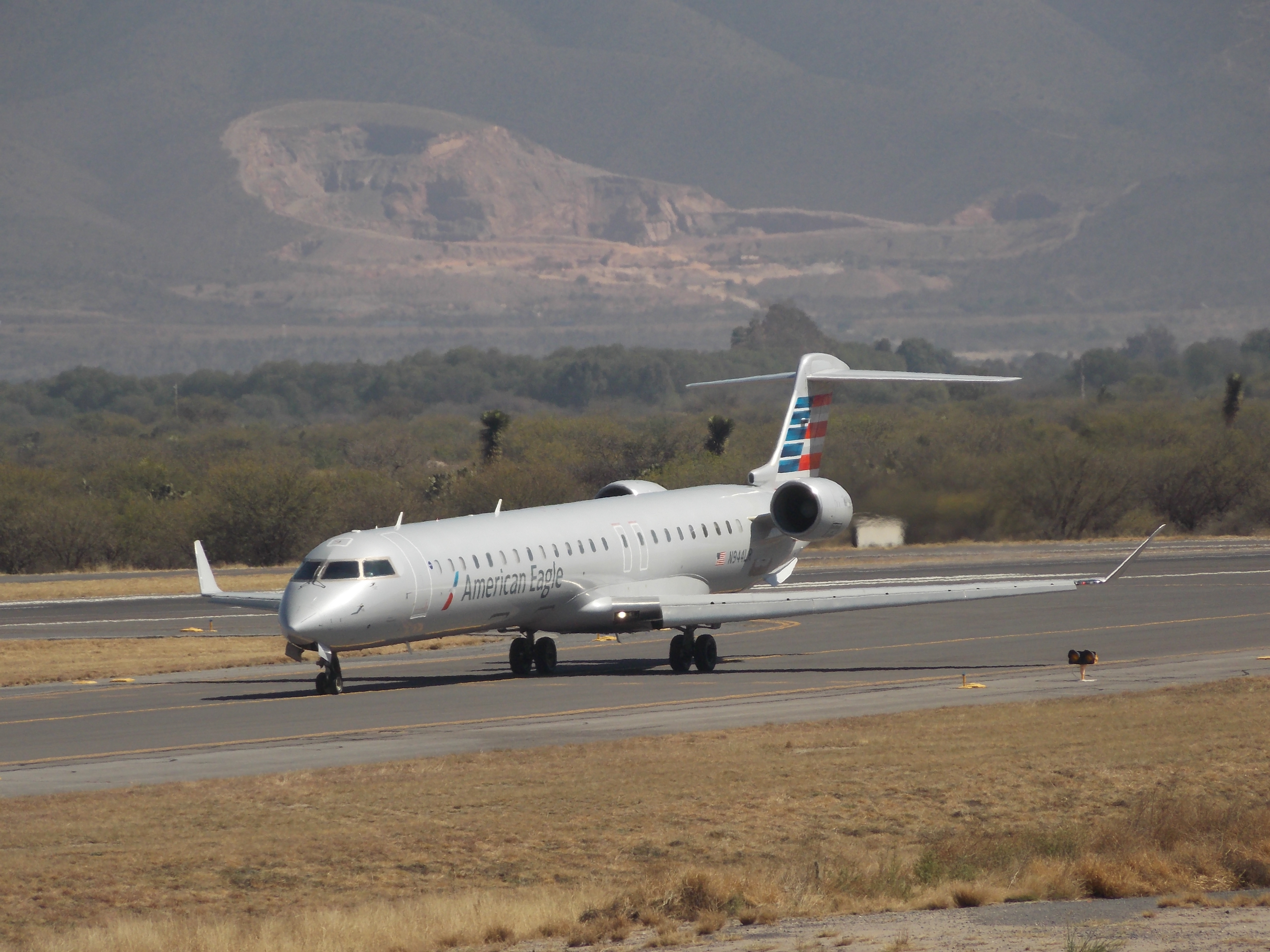
CRJ-900 de American Eagle proveniente de Dallas.

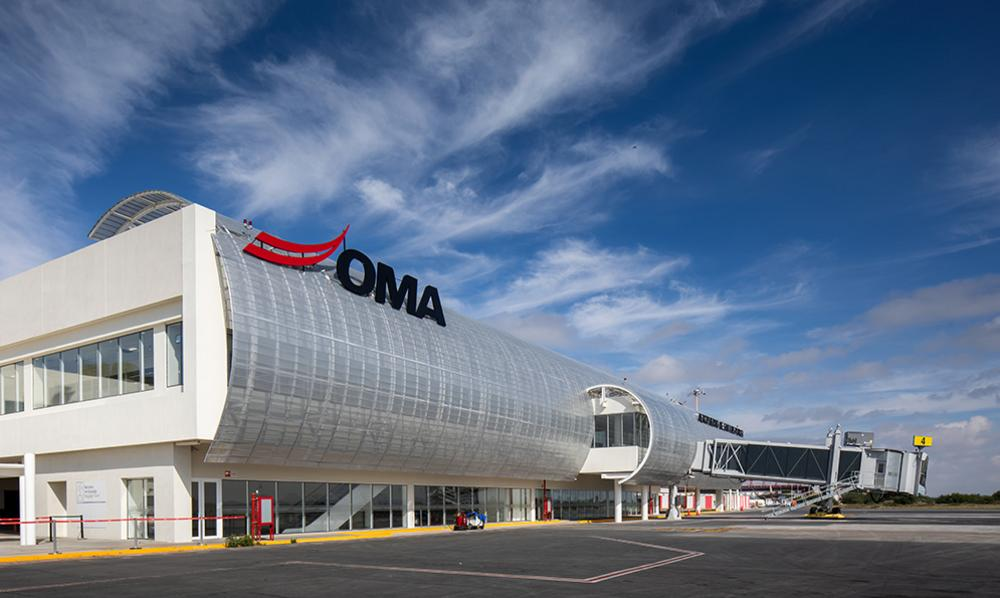
Plataforma del aeropuerto.

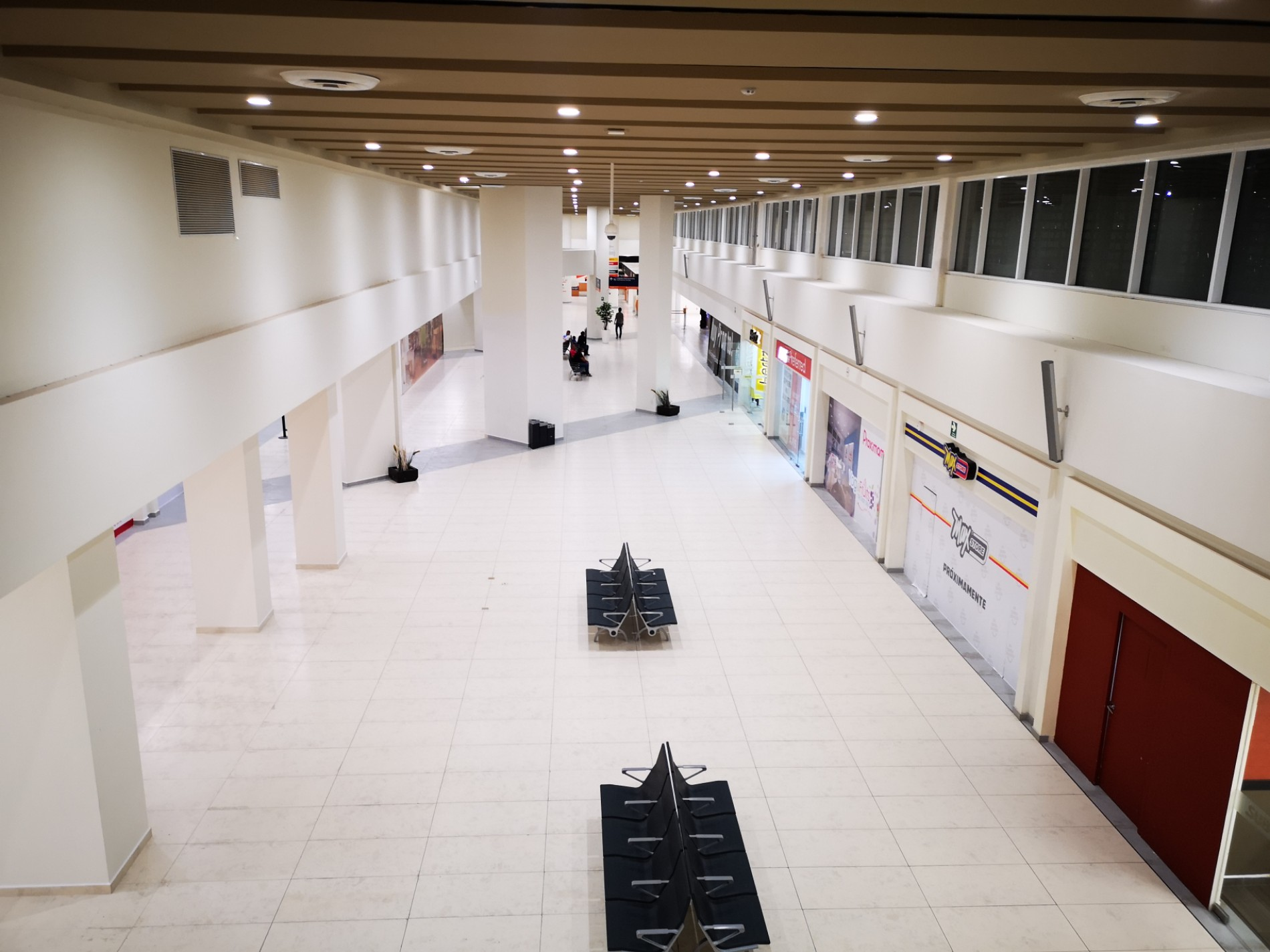
Zona de llegadas y área comercial.

Para 2018, San Luis Potosí recibió a 626,512 pasajeros, mientras que para 2018 recibió a 643,224 pasajeros, según datos publicados por Grupo Aeroportuario Centro Norte. El aeropuerto de San Luis Potosí además del tráfico de pasajeros da cabida a empresas de manejo de paquetería y mensajería e industrias de autopartes, acero, textil y muebles. Principalmente es un aeropuerto de carga, ya que es el centro de conexiones de Estafeta.
El aeropuerto posee una plataforma de operaciones con poco más de 16,000 metros cuadrados, que en un momento dado puede recibir simultáneamente a 3 aeronaves. En lo que respecta al área de servicios, posee un estacionamiento para 400 automóviles, así como el Edificio Terminal tiene capacidad para 300 personas en horas críticas. Como dato adicional, su ubicación es en el kilómetro 9.5 de la carretera a Matehuala s/n.
Para 2020, San Luis Potosí recibió a 309,311 pasajeros, mientras que para 2021 recibió a 528,625 pasajeros, según datos publicados por el Grupo Aeroportuario Centro Norte.
El aeropuerto cuenta con la exclusiva sala, el OMA Premium Lounge.
El aeropuerto fue nombrado por Ponciano Arriaga, un abogado constituyente mexicano que apoyó el gobierno de Benito Juárez nacido en esta ciudad.

## Aerolíneas y destinos

### Pasajeros
| Aerolíneas         | Destinos                                                                  |
| ------------------ | ------------------------------------------------------------------------- |
| Aeroméxico         | Ciudad de México                                                          |
| Aeroméxico Connect | Atlanta, Ciudad de México                                                 |
| Aerus              | Ciudad de México–AIFA, Monterrey                                          |
| American Airlines  | Dallas/Fort Worth                                                         |
| Magnicharters      | Estacional: Cancún                                                        |
| United Airlines    | Houston-Intercontinental                                                  |
| United Express     | Houston-Intercontinental                                                  |
| Volaris            | Cancún, Dallas/Fort Worth, Houston–Intercontinental, San Antonio, Tijuana |

### Carga
| Aerolíneas | Destinos |
| ---------- | --- |
| Estafeta   | Cancún, Chihuahua, Ciudad de México–AIFA, Ciudad Juárez, Culiacán, Guadalajara, Hermosillo, La Paz, Mérida, Monterrey, Tijuana, Villahermosa |

### Destinos nacionales
Se brinda servicio a 5 ciudades dentro del país a cargo de 5 aerolíneas. El destino de Aeroméxico también es operado por Aeroméxico Connect.
| Cancún (CUN)           | • |   |   | • |   | 2 |
| Ciudad de México (MEX) |   |   | • |   |   | 1 |
| Ciudad de México (NLU) |   | • |   |   |   | 1 |
| Monterrey (MTY)        |   | • |   |   |   | 1 |
| Tijuana (TIJ)          | • |   |   |   |   | 1 |
| Total                  | 2 | 2 | 1 | 1 | 0 | 5 |

### Destinos internacionales
Se ofrece servicio a 4 destinos internacionales a cargo de 4 aerolíneas.
| Estados Unidos (4 destinos, 4 aerolíneas) |                                               |                                            |
| Atlanta (Georgia)                         | Aeropuerto Internacional Hartsfield-Jackson   | Aeroméxico Connect                         |
| San Antonio (Texas)                       | Aeropuerto Internacional de San Antonio       | Volaris                                    |
| Houston (Texas)                           | Aeropuerto Intercontinental George Bush       | United Airlines / United Express / Volaris |
| Dallas (Texas)                            | Aeropuerto Internacional de Dallas-Fort Worth | American Airlines / Volaris                |
| Total: 4 destinos, 1 país, 4 aerolíneas   |                                               |                                            |

## Estadísticas

### Rutas más transitadas
| Número | Ciudad                   | Pasajeros | Ranking     | Aerolínea                       |
| ------ | ------------------------ | --------- | ----------- | ------------------------------- |
| 1      | Ciudad de México         | 146,011   | Sin cambios | Aeroméxico Connect              |
| 2      | Dallas, Texas            | 64,725    | 1           | American Eagle                  |
| 3      | Houston, Texas           | 48,881    | 1           | United Airlines, United Express |
| 4      | Cancún, Quintana Roo     | 48,859    | 2           | Magnicharters, Volaris          |
| 5      | Tijuana, Baja California | 36,132    | Sin cambios | Volaris                         |
| 6      | Puerto Vallarta, Jalisco | 4,143     | Sin cambios | TAR                             |
| 7      | Monterrey, Nuevo León    | 3,184     | Sin cambios | Aeroméxico Connect              |

## Aeropuertos cercanos
Los aeropuertos más cercanos son:
- Aeropuerto Internacional del Bajío (144km)
- Aeropuerto Internacional de Aguascalientes (147km)
- Aeropuerto Intercontinental de Querétaro (192km)
- Aeropuerto Internacional de Zacatecas (192km)
- Aeropuerto Internacional General Francisco J. Múgica (260km)

## Incidentes y accidentes
- El 6 de marzo de 2004 una aeronave Cessna 182 Skylane con matrícula XB-MIR procedente del Aeropuerto de San Luis Potosí que tenía como destino el Aeropuerto de Uruapan se estrelló en el Cerro de San Miguelito, a una 14 millas náuticas del Aeropuerto de San Luis Potosí, matando a sus 4 ocupantes.[6]

- El 4 de noviembre del 2008, el entonces Secretario de Gobernación Juan Camilo Mouriño, murió a causa de un choque en la aproximación al Aeropuerto Internacional de la Ciudad de México, proveniente de San Luis Potosí a bordo de un Learjet de la SEGOB.[7]

- El 2 de noviembre de 2015 una aeronave McDonnell Douglas MD-82SF con matrícula N73444 operada por Everts Air Cargo tuvo dificultades para despegar debido a fallos técnicos ocasionando que se despistara dañando parte del sistema de luces de la pista. La aeronave se preparaba para cubrir un vuelo chárter de carga entre el Aeropuerto de San Luis Potosí y el Aeropuerto Internacional de Laredo. Todos los ocupantes a bordo sobrevivieron, sin embargo la falta de luces en la pista provocó retrasos y cancelaciones de 6 vuelos en el Aeropuerto Ponciano Arriaga.[8][9]

- El 18 de julio de 2021 una aeronave Beechcraft C90A King Air con matrícula N333WW que operaba un vuelo privado entre el Aeropuerto de San Luis Potosí y el Aeropuerto de Durango se precipitó a tierra impactando contra terreno durante su aproximación final al Aeropuerto de Durango, muriendo en el accidente el piloto y dos de los seis pasajeros.[10][11]